# Isidoro Valverde Álvarez
Isidoro Valverde Álvarez (Cartagena, 12 de febrero de 1929 - ibídem, 28 de marzo de 1995) fue un marino, escritor y periodista español.

## Estudios
Cursó estudios primarios en el Colegio Patronato del Sagrado Corazón de Jesús, de Cartagena. Estudió Derecho en la Universidad de Murcia, obteniendo el premio extraordinario de Licenciatura en 1952; tras aprobar la oposición al Cuerpo Jurídico de la Armada, ingresó en la Escuela Naval Militar de Marín en 1953 y posteriormente se graduó en  Periodismo en la Escuela Oficial de Periodismo de Madrid en 1971; diplomado en educación familiar por el Instituto de Ciencias de la Educación de la Universidad de Navarra en 1975.

## Vida laboral
En el año 1953 ingresó en el Cuerpo Jurídico de la Armada siendo el número uno de su promoción, en el que alcanzó el empleo de Coronel Auditor, tras una larga carrera militar en la que ocupó diversos destinos en los departamentos marítimos de Cádiz, Ferrol y Cartagena y a bordo de los cruceros 'Miguel de Cervantes' y 'Almirante Cervera'; destructores 'Alcalá Galiano' y 'Jorge Juan' y fragata rápida 'Liniers'.
Durante su estancia en Cartagena fue nombrado Cronista Oficial de Cartagena en el año 1978. Al ser destinado a Madrid en 1980, renunció a dicho nombramiento.
En la década de los 60 fue concejal y Teniente de Alcalde del Ayuntamiento de Cartagena. Fue Hermano del Santo y Real Hospital de Caridad de Cartagena. Desde niño siempre estuvo muy ligado a la Iglesia de La Caridad, donde cantó en el coro (para su voz compuso el maestro Espada la "Plegaria a la Virgen de la Caridad" y fue el primero en interpretarla) y también tocaba el órgano de la iglesia a muy temprana edad, sustituyendo al organista ocasionalmente, cuando este tenía que ausentarse.
Fue Premio Nacional de Periodismo «Martínez García», de la Diputación provincial de Murcia. 
Los últimos años de su carrera militar los pasó en Madrid, hasta su retiro, destinado en la Asesoría Jurídica del Cuartel General de la Armada, y como Director del Colegio Mayor "Jorge Juan", perteneciente a la Armada Española y adscrito a la Universidad Complutense de Madrid. Curiosamente, durante su época universitaria había sido subdirector del Colegio Mayor "Ruiz de Alda" en Murcia, cargo que ocupaba un alumno de 5.º curso.
Fue nombrado académico de la Real Academia Alfonso X el Sabio. Condecorado con dos cruces del Mérito Naval de 1.ª clase, Cruz del Mérito Aeronáutico de 1.ª clase, cruz y placa de la Orden de San Hermenegildo, Medalla de Paz y Víctor de bronce del SEU.
Al pasar a la situación de reserva se estableció en Cartagena, siendo nuevamente nombrado Cronista Oficial de la ciudad en abril de 1991, cargo que desempeñó hasta su fallecimiento. Fue miembro de la Real Sociedad Económica de Amigos del País y de la Asamblea Amistosa Literaria. Fue nombrado «Hijo Predilecto» de Cartagena a título póstumo (31-X-1995).

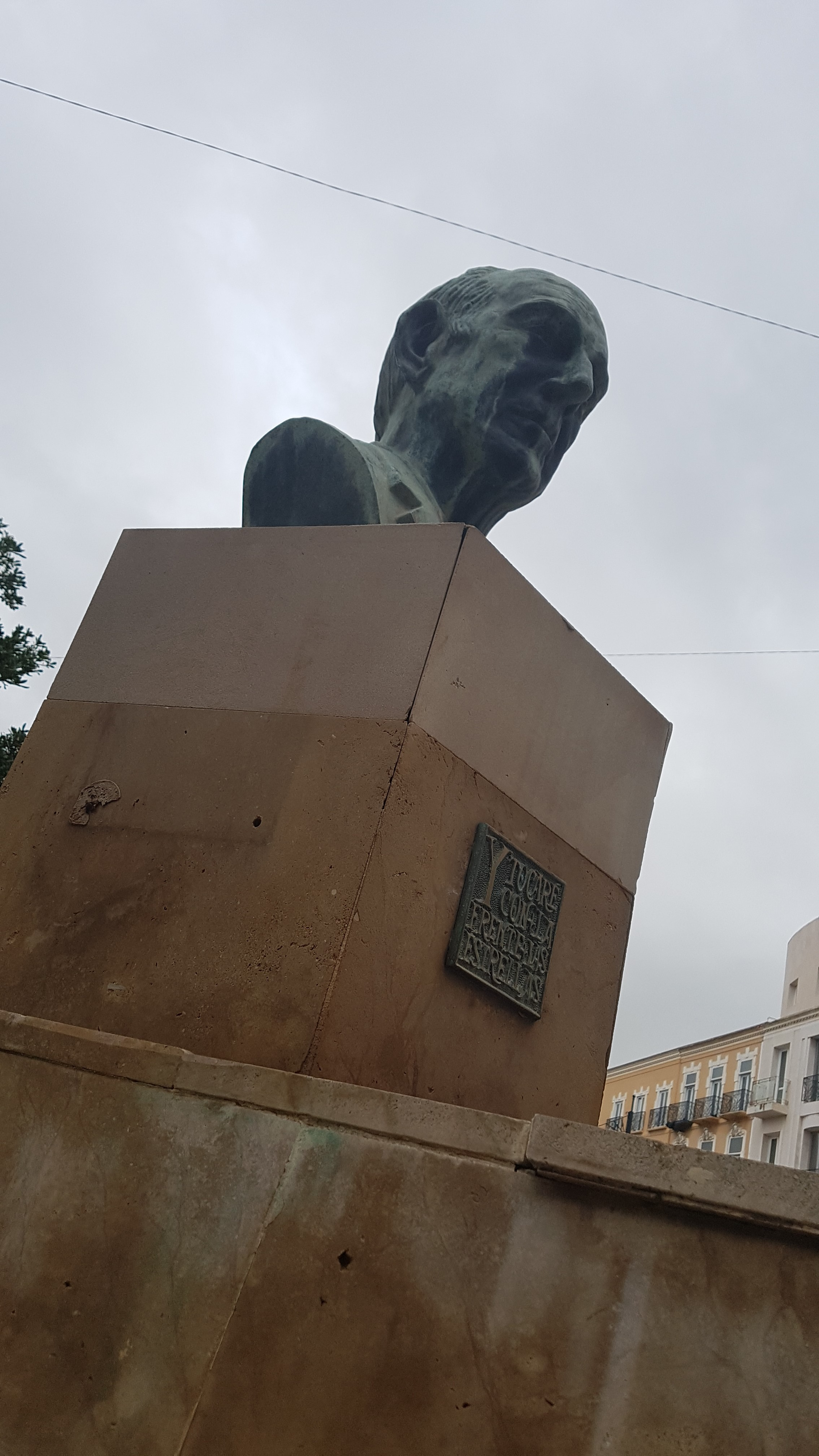
Busto de Isidoro Valverde, en Cartagena

## Condecoraciones
Placa de la Orden de San Hermenegildo
 Cruz del Mérito Naval de 1ª clase
 Cruz del Mérito Naval de 1ª clase
 Cruz del Mérito Aeronáutico de 1ª clase
 Cruz de la Orden de San Hermenegildo
  Cruz de los XXV Años de Paz
 Víctor de Bronce del S.E.U

## Vida personal
En 1955 contrajo matrimonio con la madrileña María Isabel Ballesteros Bozal, fallecida el 12 de noviembre de 2023, con quien tuvo siete hijos, de los que uno falleció después del parto y otro a muy temprana edad.

## Obras
Su actividad literaria fue enorme, distinguiéndose por sus amenas conferencias y sus obras escritas:
- Cartagena entrañable, 1966 (1.ª Edición),1982 (2.ª Edición) y 1995 (3.ª Edición).
- Cartagena abonico, 1967.
- Los cantonales, 1971.
- Cali o marra, 1973 (1.ª edición) y 1992 (2.ª Edición).
- El Cantón murciano, 1973.
- Seis Cartageneros (Discursos), 1976.
- Las desventuras del Efesé y alguna que otra ventura, 1982.
- La Actividad Naval Militar (influencia en su entorno), 1990. (Coautor)
- Murcia, una región en Semana Santa,1992 (Coautor, realizando la parte del libro correspondiente a la Semana Santa cartagenera)
- El Lago, mi nostalgia, 1993.

En la cubierta posterior de todos sus libros, figuraba el ex-libris, dibujado por Luis Villalba, "Y tocaré con la frente las estrellas", basado en las Odas de Horacio.
Publicó centenares de artículos periodísticos en diversos diarios. Además de numerosas conferencias, fue autor de las charlas tituladas "Apuntes sobre el Habla de Cartagena", que tuvieron un gran éxito. La primera de ellas fue emitida por Radio Nacional y, debido al éxito obtenido, se decidió editar en casete.